# Песен за Сид
„Песен за Сид“, известна и като „Поема за Сид“ е най-старата запазена епическа поема (средата на XII век), считана за един от шедьоврите на испански език.
Произведението разказва за подвизите на Родриго Диас де Вивар по време на Реконкистата на Испания. Според съвременната наука запазената версия е създадена около 1200 година и това е единствената епическа поема на испански език от тази епоха, която е запазена почти изцяло. Освен „Песента за Сид“, други три текста от същия жанр, които са оцелели, са „Младостта на Сид“ (около 1360 г.), „Песен за Ронсевал“ (около 1270 г.) и „Епическа епитафия на Сид“ (около 1400 г.).
Поемата се състои от 3735 стиха с различна дължина, но предимно от четиринадесет до шестнадесет метрични срички, разделени от цезура. Стиховете не са групирани в строфи, а в тиради. Всяка една се състои от поредица от неопределен брой стихове, завършващи на една и съща римувана сричка.
Оригиналното заглавие на поемата не е известно, а „Песен за Сид“ е името, което Рамон Менендес Пидал предлага през 19 век.
Авторът на поемата е неизвестен, но някои смятат, че тя е съставена от Пер Абат, който е подписал единствения съществуващ препис. След името си той е поставил годината 1207, но запазеното копие, което се пази в Испанската национална библиотека в Мадрид, датира от 14 век.

## Авторство и датировка
Въпросите за датата на написването и авторството на творбата са все още отворени за дебат.
Анализите на различни аспекти от запазения текст показват, че той принадлежи на образован автор, който е познавал в детайли закона в края на 12 век и началото на 13 век и е владеел юридическия и административен език. От текста личат и познанията на писателя по отношение на географията в районите на Бургос, Кастилия и Арагон.
Що се отнася до автора, Пидал предполага, че е бил поет от Мединасели, който е познавал Сан Естебан де Гормас.
Убието обаче показва, че регионалната география на Сан Естебан де Гормас е била непозната за автора, имайки предвид многото неточности в текста. И все пак писателят демонстрира добро познаване на провинцията Теруел. Още повече използва и някои думи, характерни единствено за арагонеския, които не би могъл да знае никой испанец. Засегнат е и проблемът с мудехарите (c персонажи като Абенгалбон, Фарис, Галве), които били нужни, за да се насели арагонеската провинция. Заради това Убието смята, че авторът произхожда именно от тези места.
Според Колин Смит композицията и метриката на поемата са заети от френската епика, от където следва, че авторът е бил добър познавач на епическата френска поезия. Няма съмнение, че френската литература влияе върху испанската, но многото разлики – липсата на чудесни елементи и на идеализация на подвизите на героите, както и реализмът – показват, че поемата може да е била написана от всеки образован автор, без да е нужно да е следван френски модел.
Филолозите Диего Каталан и Франсиско Маркос Марин подкрепят съществуването на версия създадена в средата на 12 век, която не е запазена. Те достигат до този извод на база на някои лингвистични данни, които доказват съществуването на лингвистично по-архаична версия.
Това, че Мединасели се появява като испанска територия, а не като спорна такава, означава, че текстът може да бъде отнесен единствено към 12 век.
Според социологията и диахроничната лексикография, най-ранното свидетелство за употребата на термина „идалго“ („fijodalgo“ (hidalgo) се отнася към 1177 година. Датата на запазения ръкопис (1207 г.) позволява да се предположи, че годината на съставянето на поемата не може да е по-късна.
Тези въпроси са дискутирани дълго от Алън Дейермонд, Антонио Убието Атета, Колин Смит, Алберто Монтанер Фрутос и др.
Серия от исторически и социални обстоятелства карат изследователите да вярват, че поемата има един-единствен автор, който я е създал между края на 12 и началото на 13 век, който е познавал зоната на Бургос, бил е образован и с добри юридически познания.
„Песен за Сид“ използва много исторически факти, които обаче често са преформулирани, така че да отговарят на нуждите на разказа. Някои от пасажите са изцяло измислени. Такъв е известният епизод с принцовете на Карион, които едва не убиват съпругите си.
Възможно е да са съществували и по-ранни епически поеми за Сид, които да не са запазени. Все пак основният източник за „Песента“ със сигурност е била устната история, която през 12 век е била много по-активна отколкото можем да предположим.
Някои факти вероятно са заимствани и от „Историята на Родриго“ и от различни юридически документи от епохата.

## Ръкописът
Единственият екземпляр на „Песен за Сид“ се намира в Националната библиотека в Мадрид, но може са бъде намерен и в Испанската дигитална библиотека и във Виртуалната библиотека „Мигел де Сервантес“ 
През 16 век той се е пазел във Вивар. След това се знае, че е бил в манастир на същото място. Руис де Улибари прави копие на ръкописа през 1596. Секретарят на Държавния съвет го изнася оттам през 1799 година, за да бъде публикуван от Томас Антонио Санчес. След издаването му ръкописът остава в наследниците на секретаря на Държавния съвет.
После екземплярът станал притежание на Паскуал де Гайангос. Впоследствие е изпратен в Бостън, за да го види Тикнър. През 1863 вече го притежава първият маркиз Пидал и го изследва Флоренсио Ханер. По-късно го наследява Алехандро Пидал и в неговата къща го изучават Хънтингтън и Рамон Менендес Пидал. Накрая е придобит от фондацията „Juan March“ на 20 декември 1960 г. и на 30 декември е дарен на Министерството на културата, което го приписва на Националната библиотека.
Става дума за обем от 74 страници пергамент, от който липсват три страници – първата страница, тази между 47 и 48 и тази между 69 и 70. Ръкописът е последователен текст, който не е разделен на песни и няма пространство между стиховете, които започват винаги с главна буква. На много от листовете има петна с тъмнокафяв цвят, дължащи се на реактиви, използвани през 16 век, за да бъде разчетен.
Подвързията на ръкописа е от 15 век и е направена от овча кожа. Има украшения в полетата, а буквите в ръкописа са ясни и всеки стих започва с главна буква. Последните проучвания показват, че сборникът е от първата половина на 14 век, по-точно 1320 – 1330 година, и вероятно е бил изработен в манастира „Сан Педро де Карденя“.

## Сюжет
Сид изпада в немилост пред крал Алфонсо VI и му се налага да напусне родната си земя Кастилия, въпреки че съпругата му доня Химена е братовчедката на краля. Историята започва с изпращането на Сид в изгнание, след като той е несправедливо обвиненен от враговете си в кражба на пари от краля.
Сид участва във войната срещу мавританската армия и завладява Валенсия, като чрез този героичен акт си възвръща доверието на краля. Алфонсо VI се съгласява да омъжи дъщерите на Сид за Фернандо и Диего Гонсалес, принцове на Карион.
След като хората на Сид обиждат принцовете заради малодушието им, те се заклеват да отмъстят. Двамата едва не убиват съпругите си и оставят телата им, мислейки ги за мъртви. Когато Сид научава, той моли краля за справедливост. Принцовете са принудени да върнат зестрата на Сид и са победени в дуел, а дъщерите му са омъжени повторно за принцовете на Навара и Арагон. Чрез тези бракове, Сид поставя началото на обединението на Испания.
„Песен за Сид“ е относително реалистична епическа поема. В нея няма магия, дори привидението на архангел Гавраил (стихове 404 – 410) се случва в сън. Въпреки това, произведението се отклонява от историческата истина: например, в творбата не се споменава синът на Сид, а дъщерите му всъщност не са се казват Елвира и Сол и не стават кралици.
От 1913 г. в резултат на работата на Рамон Менендес Пидал, творбата се издава разделена на три части:

### Песен за изгнанието (стихове 1 – 1086)
Родриго Диас де Вивар (Сид) е изпратен да събере от Севиля данъците, дължими на краля. Враговете му го обвиняват, че е откраднал част от парите, и Алфонсо VI го прогонва от Кастилия и Леон. Преди да си тръгне той настанява съпругата си и двете си дъщери (доня Елвира и доня Сол) в манастира „Сан Педро де Карденя“ под закрилата на абат Санчо.
Някои приятели на Сид решават да го прудружат: Алвар Фаньес, Перо Ансурес, Мартин Антолинес и т.н. Антолинес успява да получи заем от евреите Ракел и Видас, за да финансира пътуването им. Оставя им като гаранция две ковчежета, пълни с пясък, без да им каже какво всъщност има в тях. Кралят нарежда никой да не приютява Сид и хората му докато не преминат границата.
Те поставят началото на поредица от битки, за да завоюват нехристиянски земи. Първо, превземат Алкосер и Кастехон, а накрая разгромяват и каталанския граф дон Ремон в битката при Тевар. Дон Рамон отказва да се храни, засрамен от поражението си, но Сид го убеждава да се откаже от поведението си. След всяка победа Сид изпраща част от завоюваните богатства на краля, въпреки че не е длъжен да го прави, имайки предвид, че е изгнаник. Въпреки това, той се старае отново да спечели доверието на владетеля.

### Песен за сватбите на дъщерите на Сид (стихове 1087 – 2277)
Песента започва с разгромяването на крал Юсуф ибн Ташфин и съответо с превземането на град Валенсия. Веднага след това Сид изпраща Алвар Фаньес в Кастилия с нови подаръци за краля и с молбата да му позволи да се събере отново със семейството си във Валенсия. Кралят приема молбата му, прощава му и отменя наказанието, което тегне върху Сид и хората му.
Принцовете на Карион поискват да вземат за съпруги доня Елвира и доня Сол и самият крал моли Сид да приеме предложението им. За да завърши процесът на помиряване, Сид се съгласява, въпреки че не вярва на принцовете, защото е разкрил, че именно те са станали причина за изпращането му в изгнание. Той подозира, че ще се случи нещо лошо, но позволява браковете, така или иначе. Двете сватби се отбелязват тържествено.

### Песен за оскърблението в Корпес (стихове 2278 – 3730)
Принцовете на Карион показват своето малодушие още в първата тирада, когато един лъв избягва от клетката си, а те избягват ужасени. След това го правят и в битката срещу мюсюлманите на крал Букар от Мароко, който иска да си възвърне Валенсия. Хората на Сид започват да се подиграват на принцовете заради страха им и те решавт да си отмъстят.
Фернандо и Диего Гонсалес тръгват за Карион със съпругите си и техния придружител, Феликс Муньос. По време на пътуването те изпращат Феликс напред, крадат зестрите на съпругите си (включително два красиви меча), оскърбяват ги и ги оставят, завързани за дървета, полумъртви. Муньос подозира бедата, връща се и помага на братовчедките си да получат помощ.
Сид се стреми да получи възмездие за грешките направени спрямо дъщерите му. Той трябва да възстанови доброто си име, така че свиква съд в Бургос и там започва процесът, на който се решава да бъдат анулирани браковете и да бъде възвърната зестрата на Сид: мечовете Тисона и Колада. Състои се дуел между някои от хората на Сид и принцовете. Фернандо и Диего Гонсалес губят. По време на процеса се получва съобщение от кралете на Навара и Арагон, в което те предлагат да оженят синовете си за дъщерите на Сид. Творбата завършва с планирането на сватбите им.

## Персонажи
Повечето герои в творбата са исторически личност като Родриго Диас де Вивар, Алфонсо VI, Диего и Фернандо Гонсалес, Гарсия Ордоньез, Алвар Фаньез, както и много от второстепенните герои.
За някои като Перо Бермудес, Мартин Антолинес и др. не се знае дали са плод на художествена измислица или са исторически личности.
Други като Тамин Фарис и Галве са изцяло фикционални. Някои от героите присъстват с грешни имена (напр. дъщерите на Сид, Елвира и Сол, всъщност се казват Кристина и Мария).
Самият Сид е характеризиран по-скоро чрез своите дела и чрез личностните си качества, отколкото чрез описание на физическите му черти. Единственото споменато от външния вид на Сид е неговата брада, която той връзва и се заклева да не отреже докато не се върне в кралския двор и не възвърне положението си в него. Родриго Диас де Вивар е силен и смел воин, милосърден човек, добър баща и верен поданик на краля дори когато е унижаван от него. Основното, което харктеризира Сид, според Рамон Менендес Пидал, е неговата сдържаност и уравновесеност. И в най-тежки обстоятелства Сид не губи вяра в себе си и запазва оптимизма си дори при наличие на лоши поличби.
Сид не е персонаж неподвластен на чувства или горделив. Когато среща избягалия лъв, не го убива, както би направил всеки рицар, а уважава благородството му и го връща на мястото му, в клетката, защото така е редно. Епизодът е пародиран в „Дон Кихот“ на Мигел де Сервантес.
Сид е и честен човек, на когото му е неудобно, когато Антолинес мами Ракел и Видас. Той се опитва да се успокои и да се оправдае пред себе си, мислейки си, че е бил принуден.
Алвар Фаньес е характеризиран като достоен заместник, който помага на Сид във всичките му дела. Представен е като добър дипломат, заради което Сид винаги изпраща именно него при крал Алфонсо VI.
Мартин Антолинес е верен и щедър, но и хитър човек. Той измисля плана с ковчежетата, с които измамват Ракел и Видас. В този епизод личи подчертан антисемитизъм. Антолинес е и добър войник, което е показано, когато се изправя пред принцовете във финалния дуел.
Доня Химена се очертава като благочестива майка и като горда жена, която е трябвало да понесе голям срам, заради принудително ѝ задържане в манастира „Сан Педро де Карденя“.
Вниманието дори към най-малките детайли в охарактеризирането се вижда включително и в грижата, с която се отнася авторът към второстепенните герои и епизоди. Например Фелес Муньос, далечен роднина на Сид, не се поколебава да развали шапката си, скромната част от валенсианската плячка, която се полага на него, като я напълни с вода, за да помогне на братовчедките си. Това действие го дефинира като благороден и щедър.
Действията на принцовете на Карион са описани с впечатляващ реализъм и тяхната подлост е описана с потресаващи подробности. Текстът разказва, че докато бичуват жените си, те се състезават кой ще нанесе по-добре ударите си. Този детайл показва, че поетът наистина е проникнал в психологията на злодеите, отричайки всяко възможно оправдание за техните постъпки.
Друг негативен персонаж, графът дон Ремон, е представен като глупав и високомерен дворянин.
Негативните герои в поемата, за разлика от тези във френската епическа поема „Песен за Ролан“, не притежават никакви добри качества, лишени са включително хуманност.

## Характеристики и теми
„Песен за Сид“ се различава от френската епика, заради липсата на свръхестествени елементи, с някои малки изключения. Поемата се характеризира с уравновесеността на героя и с относителната правдоподобност на извършените подвизи. Сид е модел за благоразумие и умереност, той не реагира импулсивно както е присъщо на епическите герои. Поддържа добри отношения с много мюсюлмани, което показва толерантността в испаноарабската общност от андалусийски произход.
Самият Сид, бидейки идалго от най-ниската социална класа, успява да достигне с усилия до престиж и богатства и си спечелва управлението на Валенсианската област. Този факт показва, че в тази епоха в пограничните зони е било възможно бързото изкачване в социалната йерархия.
В „Песен за Сид“ героят е представен с човешки черти. Дори когато е унизяван и когато греши, той не губи характеристиките си на герой. Всъщност това е похват, който позволява да се подчертаят неговите успехи.
Основната тема на „Песен за Сид“ е сложният процес на възстановяване на изгубената чест на героя.
Вътрешната структура на текста е детерминирана от редуването на загуба-възстановяване-загуба-възстановяване на честта на героя. В началото (момент, който текстът не отразява) Сид е добър васал на краля, честен и с имоти във Вивар. Изгнанието, с което започва поемата, е загубата, а първото възстановяване е получаването на кралската прошка. Следва загуба, когато са обезчестени дъщерите му, и отново възстановяване чрез съдебния процес и повторните сватби. В края на поемата обаче Сид достига до по-високо социално положение, отколкото в началото.
Достоверността се постига и чрез придаването на важност на физическото оцеляване в условия на изгнание. Хората на Сид се бият, за да осигурят прехраната си, и подробно е описана тяхната плячка и разпределянето ѝ. На тези детайли е отделено специално внимание, защото те правят героите да изглеждат по-близки до реалността.
Наративът се води от името на всевиждащ разказвач. Обикновено на аудиторията е представена повече информация от тази, която имат персонажите, което създава разлика между очакванията на главните герои и тези на публиката. Това може да доведе до комичен ефект или до появата на напрежение. За пример може да се вземе моментът, в който принцовете на Корион отвеждат дъщерите на Сид. Аудиторията знае какво планират те, но героят не е наясно. Разказвачът понякога изоставя третото лице, за да се обърне към слушателите с апелативни форми във второ лице.

## Стихосложение
Всеки стих е разделен на два полустиха от цезура. Тази форма е традиционна и за френския епос. Въпреки това ако във френските поеми всеки стих има 10 срички, разделени на два полустиха от цезура, то в „Песен за Сид“, както броя на сричките във всеки стих, така и броя на сричките във всеки полустих може да варира значително. Срещат се стихове с между 9 и 20 срички, и полустихове с между 3 и 11 срички. Повечето стихове обаче съдържат от 14 до 16 срички.
Стиховете се групират в тиради, чиято дължина в изданието на Пидал варира от 3 до 190 стиха.

## Стил
Най – характерното за стила на поемата е подчертаният реализъм и съзнателното използване на архаични форми.
Реализмът, като че ли маркира цялата испанска литература оттук нататък: „Селестина“, романите-пикареска, „Дон Кихот“. В поемата е отделено внимание на всички подробности. Описват се прозаични детайли като това какво е било сготвено на сватбата на дъщерите на Сид, и всички жестове на героите.
Архаичните форми, характерни за епическите поеми, пораждат проблеми при датирането на текста. Тези форми отнасят текста към една митична епоха, време на герои. В поемата обаче се появяват и думи от арабски език.
В творбата има множество алитерации и вътрешни рими. Като пример за алитерация може да бъде даден 286 стих („Tañen las campanas en San Pero a clamor“), в който струпването на назални съгласни напомня звученето на камбани. За вътрешна рима може да се даде пример със следните стихове:
„¡Merced, ya rey e señor, por amor de caridad!
La rencura mayor non se me puede olvidar“
Cantar de mio Cid, ed. de Montaner Frutos, vv. 3253 – 3254.
Често срещано е и използването на лексикални двойки, които се допълват смислово. Например „малки и големи“ (равнозначно на ‘всички’), „през нощта и през деня“ (‘през цялото време’), т.н.
В текста изобилстват и синтактичните паралелизми, анафорите и градациите.
„salveste a Jonás cuando cayó en la mar
salvest a Daniel con los leones en la mala cárcel,
salvest dentro en Roma al señor san Sabastián,
salvest a Santa Susaña del falso criminal.“
vv. 339 – 343, ed. de Montaner Frutos.
Що се отнася до реторичните фигури си струва да споменем реторичните въпроси и възклицания.
Тропите в текста са много по-малко. Срещат се някои метафори, метонимии и синекдохи.
Епическите епитети са фиксирани парафрази, употребявани, за да се определи някой персонаж, който по този начин се индивидуализира. За Сид са употребени най-много епически епитети. Най-често използваните, които се отнасят до героя са:
- El Campeador
- El de la barba vellida
- El que en buen hora nasció
- El que en buen hora cinxo espada

Други герои (кралят, доня Химена и т.н.) също са определени с такива епитети.

## Модерни адаптации
Мексиканският автор Алфонсо Рейес създава модерна версия в проза през 1919 година.
Педро Салинас, филолог и поет от Поколението от ’27, адаптира поемата в стихове на съвременен испански език през 1926 година.
По-късни версии са тази на Луис Гарнер (1940), на Франсиско Лопес Естрада (1954), на Хусто Перес де Урбел (1955), на Матиас Мартинес Бургос (1955) и на Камило Хосе Села (1959).

## На български език
Поемата е публикувана на български език в самостоятелно издание под заглавие „Поемата за моя Сид“ (Тома Ст. Томов, Издателство на българската академия на науките, София, 1984). Откъс от „Песен за Сид“ е публикуван и в книгата „Испанска поезия“ (Атанас Далчев, Александър Муратов, Библиотека „Световна класика“, ДИ „Народна култура“, 1980).

## Текст
Следващата таблица представя стихове 1 – 14 от „Песен за Сид“. Първата колона съдържа превод на български език, втората – оригиналният текст на староиспански, а третата – същите стиховете на съвременен испански език.
| Сид плачеше и сълзи проливайки два реда, назад глава обръща и спира се да гледа отворените порти, вратите без ключалки, опразнените прелки, без скъпи наметала и без соколи ловни, сменили си перата. Мой Сид въздъхна с мъка дълбока на душата, мой Сид така разумно и скромно заговори: „Хвала теб, Отче, който си на небето горе! Това ми в свойта злоба скроиха враговете.“ Отпуснали юздите, пришпорваха конете. Видяха вдясно гарван, в Бивар когато бяха, а влизайки в Бургос, отляво го видяха. „Добра поличба, Фанес, прокудени сме, мили, но с почест ще се върнем ний някой ден в Кастилия.“ | De los sos ojos tan fuertemientre llorando tornava la cabeça e estávalos catando, vio puertas abiertas e uços sin cañados, alcándaras vazías, sin pielles e sin mantos e sin falcones e sin adtores mudados. Sospiró mio Çid, ca mucho avié grandes cuidados, fabló mio Çid bien e tan mesurado, -Grado a ti, Señor, Padre que estás en alto, esto me an buelto mios enemigos malos. Allí piensan de aguijar, allí sueltan las riendas, a la exida de Bivar ovieron la corneja diestra e entrando a Burgos oviéronla siniestra. Meçió mio Çid los ombros e engrameó la tiesta, -¡Albriçia, Álbar Fáñez, ca echados somos de tierra! | De los sus ojos tan fuertemente llorando, Tornaba la cabeza y estábalos catando. Vio puertas abierta y postigos sin candados, Alcándaras vacías, sin pieles y sin mantos, Y sin halcones y sin azores mudados. Suspiró mío Cid pues tenía muy grandes cuidados. Habló mío Cid, bien y tan mesurado: -¡Gracias a ti, señor padre, que estás en alto! -¡Esto me han vuelto mis enemigos malos! Allí piensan aguijar, allí sueltan las riendas. A la salida de Vivar, tuvieron la corneja diestra, Y, entrando en Burgos, tuviéronla siniestra. Meció mío Cid los hombros y movió la cabeza: -¡Albricias, Álvar Fáñez, que echados somos de tierra! |